# Miniatyrmåleri

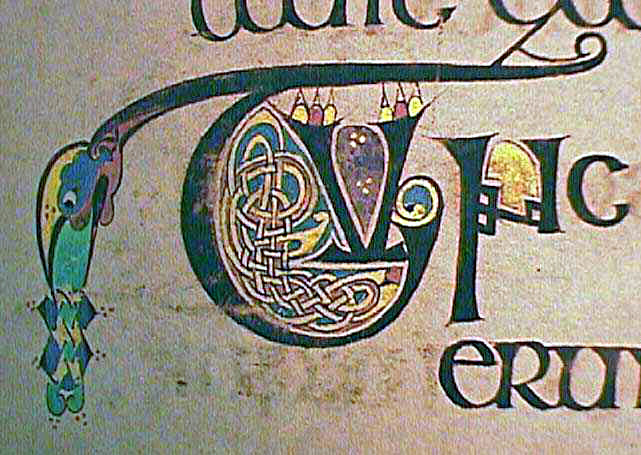
Färglagd anfang i den medeltida Book of Kells.

Miniatyrmåleri kallas måleri där konturerna tecknas med minium (mönja), en röd färg som under medeltiden användes för att måla anfanger och illuminationer i handskrifter på pergament. Ett exempel på detta är Book of Kells. Det franska ordet för mönja, migne, ledde till beteckningen mignature. I vidare bemärkelse har emellertid alla mycket små eller mycket detaljrika målningar, ofta porträtt, kommit att kallas för miniatyrer.

## Historik

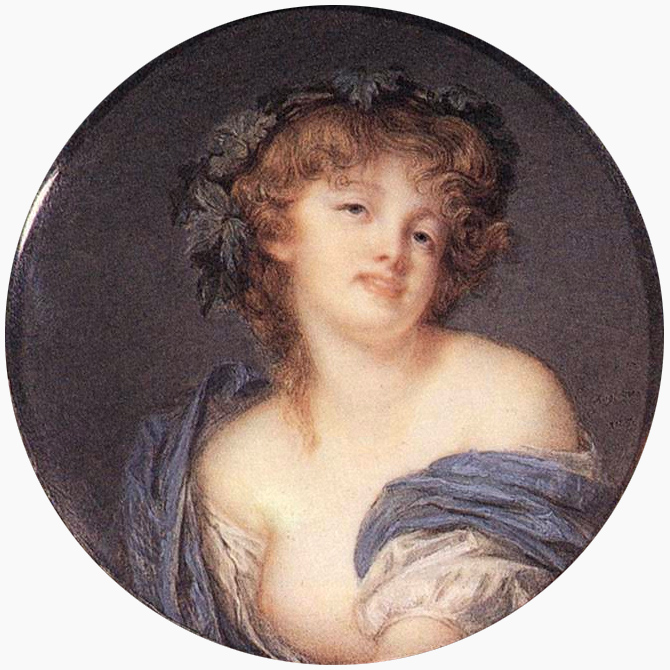
Jacques Augustin: Bacchante (1799). Elfenben. 8 cm i diameter. Wallace Collection.

Miniatyr, Miniatyrmålning (franska miniature, av latin minium, mönja, röd färg) betecknar egentligen en med "minium" utförd målning eller teckning. Det var sedan långt förflutna tider brukligt att pryda de handskrivna böckerna med röda begynnelsebokstäver; stundom utfördes första raden på en sida eller i ett kapitel i rött, ibland infattades hela sidan med röda ränder (ursprunget till de sedan så omtyckta randteckningarna), och förklarande bilder, utförda i rött och svart, sattes in på lämpliga ställen i texten. Detta slag av manuskriptprydnad kallades miniatura; skrivaren eller konstnären, som utförde den, benämndes miniator eller miniaturista. Namnet bibehölls även sedan det enkla framställningssättet i två färger blivit utbytt mot brokiga, mångfärgade bilder, rikt förhöjda med guld och silver. Sedan de med dylika teckningar prydda handskrifterna undanträngts av tryckta böcker, illustrerade med träsnitt, överflyttades namnet miniatyr på smärre, i gouache på pergament, tunna elfenbensskivor, kartong och dylikt utförda målningar (mestadels porträtt).
Genom en oriktig, men nära till hands liggande härledning från latinets minus (mindre) har ordet miniatyr kommit att beteckna något, som är utfört i litet format, med ett bibegrepp av det smånätta, sirliga (franska en miniature). Man talar ur denna synpunkt till exempel om en miniatyralmanack, ett skåp i miniatyr och så vidare.
Miniatyr- eller manuskriptmålning förekom redan i det gamla Egypten, upptogs av den alexandrinska kulturen och överfördes till Konstantinopel. Där nådde den hög utveckling och vann spridning över såväl östromerska riket som västra Europa. De äldsta bevarade miniatyrerna (från 400-talet) behandlar de hedniska hjältesagorna eller de bibliska böckerna. Den alexandrinska stilen uppblandades med syriska och bysantinska element (symboler, arkitektonisk ornamentik).
Ett egendomligt miniatyrmåleri blomstrade från 500-talet på Irland, där kristendom och fredlig odling funnit en fristad. Detta måleri står helt och hållet på kalligrafisk grund. Självständiga figurframställningar, avsedda att belysa texten, förekom sällan och var då av en mycket schematisk karaktär, snarare skrivna än tecknade. Den irländska miniatyrkonsten går huvudsakligen ut på stora, prydliga initialbokstäver och ornamentala randteckningar. Den gamla irländska ornamentiken visar en blandning av lineära motiv, av flätverk och stiliserade djurbilder, vilkas lemmar upplöser sig i invecklade bandslingor. Färgbehandlingen är livlig, färgerna starka och brokiga.
Under det romanska skedet blomstrade miniatyrmåleriet kraftigt, framför allt i Tyskland under beskydd av kejsarna av Sachsen. Bysantinska förebilder var bestämmande såväl i komposition som i typer, formgivning och ornament, utstyrseln i dessa miniatyrer är ståtlig och pompös, med prålande färger och rikligt med guld och silver på purpurfärgat pergament. Under Bysans’ uppblomstring efter bildstridens slut utmärker sig miniatyren för klassisk hållning. Grekiska ynglingar och flickor uppträder i arkadiska landskap, bibeln liksom antika legender illustreras i uppenbart alexandrinsk karaktär, till exempel i Gregorios av Nazianzos manuskript, 880-talet. Ännu på 1300- och 1400-talen illustreras grekiska författare i hellenistisk smak.
Även inom de orientaliska konstområdena – till exempel i den arabiska, persiska och indiska konsten – intar miniatyrmåleriet en framstående plats. I Västeuropa tävlade Tyskland, England och Frankrike om att föra nya impulser in i miniatyrens traditionella former. Gotiken medförde uppsving av den franska miniatyren. "Illumineringskonsten", som den då kallades, övergick från klostren, där den dittills företrädesvis utövats, i världsliga händer. Ofta var konstnärerna kunniga såväl i väggmålning som i bokmålning och andra konstarter. Strävandet gick i det hela ut på att åstadkomma större naturtrogenhet, inom de gränser, som föreskrevs av stiluppfattningen. Livlighet i färgbehandling, prydlighet och sirlighet i teckning och behandlingssätt rådde. Området av behandlade ämnen vidgades och omfattade nästan allt som låg inom tidens andliga synkrets. På samma gång utbildades en egendomlig, på stiliserade gotiska och naturalistiska motiv grundad miniatyrornamentik.
Utvecklingen gick från fönstermålningsstilen – liksom fönsternas yta uppdelades pergamentbladet i små kompositioner, infattade i cirklar eller geometriska figurer – till realism, från ornamental dekorativ stil till målningsstil, till antydande av föremåls rundning, av dager och skugga. Under hela 1300-talet gick strävandet till verklighetsavbildning i porträtt, i tidens typer, i dräkterna, som noggrant skildras. Slutligen i början av 1400-talet inkom landskapet i miniatyrmålningarna, landskap i olika årstider och i olika stämning. Stora, nya områden vanns härmed för måleriet; miniatyren har här varit banbrytande. Ur denna konstart utvecklades det nederländska oljemåleriet och utformade sin teknik. Bland de många skickliga "enlumineurer" av fransk skola under denna övergångstid är Pol de Limbourg, upphovsman till en av tidens yppersta bokmålningssviter, Les très riches heures du duc de Berry (1416). Sedan följde miniatyren oljemåleriet i dess landvinningar, vann allt mera i elegant och förfinad naturskildring och nådde ofta stor naturfriskhet och känslighet, liksom den upparbetade en ornamental stil med växter, blommor och fåglar av fulländad skönhet. I Frankrike var Fouquet (död 1480) den främste mästaren. Bland nederländska miniatyrsviter från 1400-talets slut anses Breviarium Grimani beteckna höjdpunkten. Med boktryckeriet och träsnittets uppkomst började miniatyren anses som en förlegad konst. Den fortlevde dock under 1500-talet – bland dess verk från detta skede är Dürers Kejsar Maximilians bönbok – och vidare fram i tiden. Ett slags fortsättning av miniatyrmåleriet var "brevmåleriet". Vid sidan härav åstadkoms fortfarande smärre självständiga målningar i den gamla konstens anda, men på lösa blad, närmast jämförliga med senare tids album- eller minnesblad. Sålunda finns i svenska Nationalmuseets vackra miniatyrsamling ett litet porträtt i helfigur av kejsar Maximilian, daterat 1515 och möjligen avsett att fästas in i en bok som begynnelse- eller dedikationsbild. Andra på samma ställe befintliga miniatyrmålningar framställer i livliga färger och på pergament tyska furstefamiljers vapen i rik ornamental omgivning, vari också ingår porträtt, figurkompositioner och landskapsskildringar, samtliga försedda med egenhändiga furstliga namnteckningar, handskrivna tänkespråk och årtal (1593; 1613–17).
Under 1600-talet vann bruket att låta utföra miniatyrporträtt allmän utbredning och spred sig från furstehoven, där dessa små bilder utdelades som nådetecken. Därmed lades grunden till 1700-talets blomstrande miniatyrmåleri. Under denna period var produktionen otroligt rik, men naturligtvis av växlande värde. De bästa alstren av miniatyr från 1700- och 1800-talen, till exempel de porträtt, som är målade av Petitot, Liotard, van Blaerenberghe, Rosalba Carriera, Chodowiecki, Isabey, Cosway, utmärks i hög grad genom utförandets finess och uppfattningens skärpa, på samma gång är de betecknande uttryck för sin tids smakriktning.
Sveriges konsthistoria framvisar många förträffliga utövare av miniatyrmåleriet: från 1600-talet Signac och Behn samt svensken Elias Brenner, från 1700-talet Hall och Niklas Lafrensen samt senare Berndes, J. A. Gillberg och L. S. Sparrgren. De största miniatyrsamlingarna finnas i British museum, i Nationalbiblioteket i Paris och i biblioteken i München och Petersburg.
Under renässansen utvecklades smyckesminiatyrer, ofta i form av just porträtt, vid sidan av rent dekorativa så kallade kabinettsminiatyrer för väggar och bord. På 1600-talet kunde kungamakten förära personer smyckesminiatyrer som tecken på uppskattning, men även nära vänner och älskande började utväxla miniatyrer. På 1700-talet var det vanligt att snusdosor pryddes med miniatyrer. Elfenben och emalj blev eftertraktade material att arbeta med. Under 1800-talet ökade efterfrågan på miniatyrer genom borgerskapets framväxt, men den konstnärliga kvaliteten sjönk och ett ökat användande av kartong och papper som grundmaterial innebar också en kvalitetsänkning. Under 1840-talet minskade miniatyrernas betydelse samtidigt som den nya fotoprocessen daguerrotypi utvecklades.

## Färgsättning
Till miniatyrmåleriet användes gouachefärg med en fin pensel. Det pigment som hade utvunnits ur växter och mineraler blandades med gummi arabicum, lite socker och hett vatten. De rena och klara färgerna kunde läggas i såväl tunna lager, transparent, som tjockt, impasto.  

## Berömda miniatyrmålare (urval)
| - Jacques Augustin - Louis-Marie Autissier - Elias Brenner - Rosalba Carriera - François Clouet - Jean Clouet - Alexander Cooper - Samuel Cooper - François Dumont - Jean Fouquet - Friedrich Heinrich Füger - Jacob Axel Gillberg | - Peter Adolf Hall - Gustaf Hieronymus Hallman - Nicholas Hilliard - Hans Holbein d.y. - Christian Horneman - Cornelius Høyer - Nicolas Lafrensen d.y. - Girolamo dai Libri - Isaac Oliver - Jean Louis Petitot - Mohammed Racim - Pierre Signac - Gustaf Torshell |